# 엄옥군
엄옥군(1895년 12월 20일 ~ 2006년 12월 7일)은 대한민국의 비공식 슈퍼센티네리언이다. 

## 같이 보기
- 이화례
- 오윤아
- 박명순
- 김진화
- 김엄곡
- 장수
- 슈퍼센티네리언
- 최장수인